# 雷明登11-87半自動霰彈槍
雷明登11-87（英語：Remington Model 11-87，又稱：M11-87）是一款由美国槍械製造商雷明登武器公司以雷明登1100作為基礎而研製和生產的半自動散彈槍，在1987年首次公佈，發射12鉛徑和20鉛徑霰彈。

## 設計細節
雷明登11-87是一款氣動式操作半自動（自動裝填）霰彈槍，這意味著燃燒火藥時的一些高壓火藥燃氣轉向，通過槍管下側的兩個小孔中。。高壓火藥燃氣迫使活塞（和槍機）推到霰彈槍的後面，這樣就會自動排出彈殼。然後在槍機後方的彈簧會彈回去，取出了一個新的子弹進入膛室。因為這個氣體操作的關係，使用者會受到較少的反沖力；而且與固定式膛室霰彈槍比較，總反沖能量被分散到較長的時間。
雷明登11-87採用了自我補償氣體系統，使得該霰彈槍在不需要任何人手調整下都可以發射多種類型的23⁄4英吋霰彈藥筒和3英吋麥格農霰彈藥筒。雷明登11-87有兩種不同的口徑選擇。20鉛徑霰彈有23⁄4英吋霰彈藥筒、3英吋麥格農霰彈藥筒兩種，而12鉛徑霰彈則有23⁄4英吋霰彈藥筒、3英吋麥格農霰彈藥筒甚至最近推出的31⁄2英吋超級麥格農霰彈藥筒三種。
雷明登11-87的槍口利用螺紋裝上可轉換式喉缩，不過其槍管亦有其他裝置可以固定收束器。除了槍管仍然是固定在霰彈槍內部以外，雷明登11-87的某一些零件可以和雷明登870、雷明登1100互換。雖然雷明頓1100和雷明登11-87都是半自動霰彈槍，但是兩者之間的槍管卻不可互換。而警用型方面，槍管長度由14英吋到30英吋不等。

## 使用國
- 奥地利
  - 奧地利聯邦內務部眼鏡蛇作戰司令部
- 玻利维亚
- 加拿大
- 新加坡
- 瑞典
- 美国
  - 多個地方執法機關[5]

## 流行文化

### 电影
- 2007年—：裝上消聲器並且由安東·奇哥（Anton Chigurh，飾演）所使用，奇怪地會在1980年出現。

### 电子游戏
- 1999年—：由犯罪嫌疑人所使用。
- 2005年—：为美军工兵标准装备，奇怪地被用作一款泵动式霰弹枪。
- 2012年—：裝上手槍握把槍托，命名為「超級運動型」。

## 資料來源
1. ↑  Remington firearm specifications page 的存檔，存档日期2008-09-13.
2. 1 2  .   [2009-03-13]. （原始内容存档于2009-03-12）.
3. ↑  Remington Model 11-87 Shotguns 的存檔，存档日期2008-05-17.
4. ↑  .   [2009-06-21]. （原始内容存档于2009-04-26）.
5. ↑  McManners, Hugh (2003). Ultimate Special Forces. DK Publishing, Inc. ISBN 0-7894-9973-6.

## 外部連結
- （英文）—Remington—雷明登11-87
- （英文）—Remington Law Enforcement—Model 11-87 （页面存档备份，存于）
- （英文）—Remington Defense—11-87P
- （英文）—Weaponsystems.net—Remington M11-87 （页面存档备份，存于）
- （英文）—Modern Firearms—Remington 11-87 shotgun （页面存档备份，存于）